# Anton Štrukelj
Anton Štrukelj, slovenski teolog in pedagog, * 4. januar 1952, Dob.
Predava na Teološki fakulteti v Ljubljani. Leta 1980 je doktoriral iz teologije, leta 1984 pa je opravil tudi magisterij iz vzhodne teologije. Na stolici za dogmatiko te fakultete je nasledil Antona Strleta.
V letih 1993 - 2002 je bil prvi generalni tajnik Slovenske škofovske konference.

## Nazivi
- zaslužni profesor Univerze v Ljubljani (2019)
- redni profesor za dogmatično teologijo in ekumenizem (1997)
- izredni profesor (1992)
- docent (1987)
- predavatelj (1984)

## Dela
1. Življenje iz polnosti vere. Teologija krščanskih stanov pri Hansu Ursu von Balthasarju, Ljubljana 1981, 1986, 1995
2. Neizrekljivi dar, Maribor 1988
3. Zakon in devištvo, Ljubljana 1995
4. Ti si Peter skala, Ljubljana 1996
5. Šivanje raztrgane suknje, Ljubljana 1997
6. Slavje vere, Ljubljana 1997, 2005
7. Izberi življenje, Ljubljana 1998
8. O Cлaвe БoЖиeи. (O slave Božjej), Moskva 1999
9. Kniende Theologie, St. Ottilien 1999, zweite, erweiterte Auflage 2004
10. Odpuščanje, Ljubljana 2000
11. Klečeča teologija, Ljubljana 2000
12. Kristusova novost, Ljubljana 1997, 2000
13. Svet molitve, Ljubljana 2001
14. Leben aus der Fülle des Glaubens. Theologie der christlichen Stände bei Hans Urs von Balthasar, Graz-Wien-Köln 2002; Ljubljana 2015
15. Jezus je Gospod, Ljubljana 2004
16. Trojica in Cerkev, Ljubljana 2007
17. Nadškof Anton Vovk. Božji služabnik (soavtor Blaž Otrin), Ljubljana 2008 in 2017 (v slovenskem, nemškem, italijanskem, francoskem, poljskem, španskem in angleškem jeziku)
18. Teologia i świętość, Lublin 2010
19. Teologia e santità, Milano 2010
20. Vertrauen. Mut zum Christsein, St. Ottilien 2012
21. Cor ad cor loquitur – Srce govori srcu, Maribor 2014
22. Zaupanje in pogum, Ljubljana 2015
23. ЖИЗЊ В ПОЛНОТЕ ВЕРЫ. Богословне чинов христианской Џеркви у Ханса Уpса фон Баљтазара (Žizn v polnote veri. Bogoslovije činov hristijanskoj Cerkvi u Hansa Ursa von Balthasara), Izdatelstvo franciskancev, Moskva 2016
24. Život iz punine vjere. Teologija kršćanskih staleža u Hansa Ursa von Balthasara, Kršćanska sadašnjost, Zagreb 2017
25. Kneeling Theology, Ljubljana 2018
26. Povsod Boga: Božji služabnik Anton Strle (biografija), 2023